# Landewednack
Landewednack – osada w Anglii, w Kornwalii. Leży 30 km na południowy wschód od miasta Penzance i 396 km na południowy zachód od Londynu. W 2001 miejscowość liczyła 886 mieszkańców.